# Hendrix in the West
Hendrix in the West är ett postumt musikalbum av Jimi Hendrix som släpptes i januari 1971 på skivbolaget Polydor. I USA släpptes albumet i februari samma år på Reprise Records. Skivan är inspelad live på Royal Albert Hall (1969), San Diego Sports Arena (1970) och Berkeley Community Theatre (1970) och var tillsammans med skivan Isle of Wight ett av få officiella livealbum bland många bootlegs som släpptes med Hendrix på 1970-talet. 
Mest känd från den här skivan är troligtvis Hendrix tolkning av Chuck Berry-låten "Johnny B. Goode". Den lanserades även som singel i Storbritannien där den nådde placering #35 på UK Singles Chart. Låten "Red House" återfinns också på albumet i en mycket längre version än studioversionen från debutalbumet Are You Experienced?. 
Albumet återutgavs på CD 1988 i Tyskland och 1989 i Japan av Polydor med samma spår som originalutgåvan samt 2011 på CD och vinyl-LP av Sony Legacy med 3 bonusspår. På grund av en rättsprocess gällande rättigheterna till konsertinspelningarna från Royal Albert Hall har man bytt ut "Little Wing" and "Voodoo Child" från originalutgåvan till två andra liveinspelningar.

## Låtlista

### Vinyloriginal
| 1.           | Johnny B. Goode                                                        | Chuck Berry  | 4:45  |
| 2.           | Lover Man                                                              | Hendrix      | 3:05  |
| 3.           | Blue Suede Shoes                                                       | Carl Perkins | 4:26  |
| 4.           | Voodoo Child (Slight Return) (står som "Voodoo Chile" på skivomslaget) | Hendrix      | 7:49  |
| Total längd: | Total längd:                                                           | Total längd: | 20:05 |

| 1.           | The Queen                             | Traditional      | 2:40  |
| 2.           | Sgt. Pepper's Lonely Hearts Club Band | Lennon–McCartney | 1:16  |
| 3.           | Little Wing                           | Hendrix          | 3:14  |
| 4.           | Red House                             | Hendrix          | 13:06 |
| Total längd: | Total längd:                          | Total längd:     | 20:16 |

#### Inspelningdatum
- Spår A1, A2 inspelat på Isle of Wight Festival på morgonen 31 augusti 1970 (även utgiven på Blue Wild Angel: Live at the Isle of Wight från 2002)
- Spår A3, B4 inspelat i Royal Albert Hall, London 24 februari 1969
- Spår A4 inspelat i San Diego Sports Arena, San Diego Kalifonien 24 maj 1969
- Spår B1 inspelat i Berkeley Community Theatre 30 maj 1970 1:a konserten
- Spår B2 inspelat i Berkeley Community Theatre 30 maj 1970 2:a konserten (även utgiven på  Live at Berkeley från 2003)
- Spår B3 inspelat i Berkeley Community Theatre 30 maj 1970 under eftermiddagens genrep

### 2011 års Vinyl och CD-utgåva
| Nr           | Titel                                 | Kompositör       | Längd    |
| ------------ | ------------------------------------- | ---------------- | -------- |
| 1.           | The Queen                             | Traditional      | 3:00     |
| 2.           | Sgt. Pepper's Lonely Hearts Club Band | Lennon-McCartney | 0:50     |
| 3.           | Little Wing                           | Hendrix          | 3:52     |
| 4.           | Fire                                  | Hendrix          | 3:58     |
| 5.           | I Don't Live Today                    | Hendrix          | 7:21     |
| 6.           | Spanish Castle Magic                  | Hendrix          | 10:14    |
| 7.           | Red House                             | Hendrix          | 13:12    |
| 8.           | Johnny B. Goode                       | Chuck Berry      | 4:43     |
| 9.           | Lover Man                             | Hendrix          | 2:59     |
| 10.          | Blue Suede Shoes                      | Carl Perkins     | 4:27     |
| 11.          | Voodoo Child (Slight Return)          | Hendrix          | 10:40    |
| Total längd: | Total längd:                          | Total längd:     | 01:05:21 |

#### Inspelningdatum
- Spår 1, 2 inspelat på Isle of Wight Festival på morgonen 31 augusti 1970 (även utgiven på Blue Wild Angel: Live at the Isle of Wight från 2002).
- Spår 3 inspelat i Winterland Ballroom, San Francisco, Kalifonien 12 oktober 1968 (även utgiven på Winterland). Ersätter spår A3 "Little Wing" från originalutgåvan som är inspelat i Royal Albert Hall, London 24 februari 1969
- Spår 4, 5, 6, 7, 11 inspelat i San Diego Sports Arena, San Diego Kalifonien 24 maj 1969
- Spår 8 inspelat i Berkeley Community Theatre 30 maj 1970 1:a konserten.
- Spår 9 inspelat i Berkeley Community Theatre 30 maj 1970 2:a konserten (även utgiven på  Live at Berkeley från 2003).
- Spår 10 inspelat i Berkeley Community Theatre 30 maj 1970 under eftermiddagens genrep. Ersätter spår A3 "Voodoo Chile" från originalutgåvan som är inspelat i Royal Albert Hall, London 24 februari 1969.

## Medverkande musiker
- Jimi Hendrix - gitarr och sång
- Mitch Mitchell - trummor
- Billy Cox - bas på spår 1-3 och 7-8 (1971) 1, 2, 8–10 (2011)
- Noel Redding - bas på spår 4-6 (1971) 3–7, 11 (2011)

## Listplaceringar
| Lista (1972)   | Position            |
| -------------- | ------------------- |
| Finland        | 10                  |
| Kanada         | 11 (RPM)            |
| Storbritannien | 7 (UK Albums Chart) |
| USA            | 12 (Billboard 200)  |
| Västtyskland   | 48                  |